# Клингер, Йозеф
Йозеф Клингер (нем. Josef Klinger; род. 6 июня 1967, Санкт-Йохан) — австрийский шахматист, гроссмейстер (1988).
Двукратный чемпион Австрии (1985 и 1993).
Участник ряда чемпионатов мира среди юношей; лучшие результаты: 1985 и 1986 — 3-е места. Возглавлял команду Австрии на Олимпиадах 1986, 1988 и 1990.
Лучшие результаты в международных турнирах: Грац (1984 и 1987) — 5—7-е и 2—7-е м.; Цюрих (1985) — 1—2-е; Цуг (1985 и 1987) — 1—2-е и 1-е; Вена (1986) — 3—8-е; Сан-Бернардино и Линц (1986) — 2—3-е; Лихтенштейн (1988) — 1—3-е; Бад-Вёрисхофен (1988) — 1-е; Зефельд (1988) — 1—2-е; Биль (1988) — 1—2-е (открытый турнир); Западный Берлин (1988) — 1—11-е места.

## Изменения рейтинга
| Графики недоступны из-за технических проблем. См. информацию на Фабрикаторе и на mediawiki.org. |